# Otýlie Bondyová
Otýlie (Ottilie) Bondyová, nepřechýleně Bondy, rozená Jeittelesová (26. července 1832, Brno – 5. prosince 1921, Mnichov) byla česko-rakouská německy hovořící bojovnice za práva žen a funkcionářka ženského sdružení. Pocházela z významné židovské rodiny Jajtelesů.

## Život
Otýlie Bondyová byla dcerou židovského lékaře, spisovatele a redaktora Aloise Isidora Jajtelese a jeho ženy Johanny Jajtelesové, rozené Brüllové. 
V roce 1856 se v Brně provdala za obchodníka a továrníka Israele Bondyho (později Ignaze Bondyho) a po svatbě se manželé přestěhovali do Vídně. Z manželství se narodili synové Ernst a Alois a v roce 1868 se narodila dcera Helene Bondy († 1954). 
Zpočátku se Otýlie sama ujala výuky své dcery, která později jako první učitelka v Rakousku složila odbornou zkoušku pro výuku nevidomých osob a v roce 1897 se provdala za německého spisovatele a novináře Hannse von Gumppenberga. 
V letech 1872 až 1878 byla Otýlie členkou správní rady izraelitského ústavu péče o děti ve Vídni. Spolu s Johannou Meynertovou (1837–1879) a novinářem Adolfem Taussigem (1838–1903) založila v roce 1875 Vídeňský spolek hospodyněk a od roku 1879, po smrti Johanny Meynertové, až do roku 1909 byla jeho předsedkyní. 
Podporovala „I. Vzdělávací institut pro učitele mateřských škol ve Vídni“, řídila „Izraelský dívčí sirotčinec“ a byla jednou ze zakladatelek „Školního sdružení pro dcery státních úředníků“. Byla předsedkyní spolku „Caritas“ a vedla služebnický azyl v obvodu Favoriten, založený na konci 80. let 19. století. Od roku 1883 přednášela ve Vídeňském spolku pro vzdělávání dospělých a propagovala ženská témata v řadě publikací. Vydala Hospodaření a poznámkovou knihu, Desatero přikázání domácnosti, Kniha domu a rodiny, Povolání dítěte a Teorie a praxe v domácí sféře (1883). 
V roce 1893 reprezentovala Vídeňský spolek mateřských škol na světové výstavě v Chicagu. V prosinci 1893 její manžel zemřel a byl pohřben na židovském hřbitově ve Wällischbirken.
V roce 1902 konvertovala z judaismu k protestantské církvi. U příležitosti jejích 70. narozenin byla na její počest založena Nadace Ottilie Bondyové (Ottilie-Bondy-Stiftung).
V roce 1909 se přestěhovala do Mnichova za dcerou Helene, kde v roce 1921 zemřela.
V roce 2016, 21. stol Po ní je pojmenována Ottilie-Bondy-Promenade ve vídeňské čtvrti Floridsdorf.